# Ženská historie
Ženská historie je opera (autorským žánrovým označením „operní scherzo“) o jednom dějství českého skladatele Jiřího Smutného na libreto Jaromíra M. Průši podle povídky Struggleův zákon z cyklu Ženské historie Eduarda Basse. Premiéru opery uvedlo 9. listopadu 1965 Operní studio Akademie múzických umění na scéně Hudebního divadla v Nuslích.

## Vznik, charakteristika a historie
Ženská historie byla pro Jiřího Smutného v jeho 33 letech již pátá dokončená opera: vedle aktovky Ženská ctnost (1960) a televizních oper Dalskabáty, hříšná ves (1962) a Věštkyně (1965) napsal také neuvedenou operu Budapešťský rychlík (1961). Ženská historie je drobná práce. Libreto napsal podle jedné ze Ženských historií Eduarda Basse publicista a dramaturg Jaromír Průša (1925–2016) a operu záhy uvedlo Operní studio AMU společně s operami Hlas lesa Bohuslava Martinů a Lavička (La panchina) Sergia Liberoviciho. V inscenaci vedle studentů AMU vstupoval Miroslav Frydlewicz z Národního divadla a v reprízách též Jindřich Jindrák.
Ještě v listopadu 1965 uvedli studenti AMU Ženskou historii – vedle jiných děl – také v Brně při hostování u Operního studia Janáčkovy akademie múzických umění.
Kritika si z celého představení všímala především prvního českého scénického uvedení Hlasu lesa Bohuslava Martinů, ale též Liberoviciho Lavička byla považována za povedené a výborně zahrané dílo. Smutného opera v tomto srovnání vycházela nakrátko. „Mnohem méně se mi líbila Jiřího Smutného Ženská historie – dílo i představení,“ psal v recenzi pro Hudebních rozhledů muzikolog Jiří Bajer. „Měl jsem pocit, že už skladatel neměl zcela jasnou představu, jak specifikovat hudební styl této anekdoty, intonačně charakterizovat pár postav hry a jejich vztahy a pak se nelze divit, že se to nepodařilo ani režisérovi.“ Stejně komentoval Bohumil Karásek v Rudém právu: „Režisérovi I. Kotrčovi poskytla Ženská historie, až příliš nenáročné a hudebně velmi málo výrazné dílko, poměrně málo možností. Toho mála využil ještě dosti nešťastně v rádoby komických špílcích nejrůznější podoby.“

## Osoby a první obsazení
| osoba                      | hlasový obor | premiéra (9. listopadu 1965)        |
| -------------------------- | ------------ | ----------------------------------- |
| Helen                      | soprán       | Jarmila Bláhová / A. Čihánková      |
| Jim Sherbrun               | tenor        | Miroslav Frydlewicz                 |
| Tom                        | baryton      | Jindřich Jindrák / Jaromír Vavruška |
| Šerif                      | …            | Miroslav Šulc                       |
| Dirigent: Slavomír Spousta |              |                                     |
| Režie: Ivan Kotrč          |              |                                     |
| Scéna: Jarmila Dostálová   |              |                                     |

## Děj opery
Jak informuje šerif, ve státě Iowa byl vyhlášen tzv. Struggleův zákon – každý usvědčený sňatkový podvodník bude vedle běžných sankcí potrestán vytetováním zvláštního znamení na předloktí, aby se před ním ženy mohly mít na pozoru.
Vdova a majitelka prosperujícího ranče Helen Bettinsová již týden hostí muže jménem Jim Sherburn, který k ní byl dopraven, když si při pádu z koně pohmoždil nohu. Helen oceňuje jeho uhlazené způsoby i úhledný zjev, tak odlišné od uchazečů o její ruku z řad sousedních farmářů, například Toma Caddigana. Navíc jí vypráví fascinující příběhy ze své dobrodružné minulosti. Jim se jí také svěří, že ví o spolehlivých nalezištích zlata ve Skalistých horách, jen musí ještě skoupit příslušné pozemky. Helen mu visí na rtech. Nakonec svěří Helen tajemství, které ho očividně celou dobu tížilo, a ukazuje jí vytetované znamení – prý ho jakási ženská, po které nic nechtěl a nic jí nesliboval, dohnala k soudu. Helen zná takové hysterické typy žen a je odhodlána před nimi Jima v budoucnu chránit; nabízí mu svou ruku společně s příspěvkem na koupi zlatonosných pozemků. Píše mu šek a Jim se zdráháním odjíždí do banky v nejbližším městě…
O něco později Tom Caddigan Helen vypráví, co se dočetl v novinách: chytili prý sňatkového podvodníka, který pod různými jmény – mimo jiné Jim Sherburn – vylákal na několika ženách ve státě značné částky, přestože nosil jasně viditelné Struggleovo znamení. Tom žasne nad ženskou pošetilostí, zatímco Helen padá do mdlob.